# Italia en la Copa FIFA Confederaciones 2009
La Selección de fútbol de Italia fue uno de los 8 equipos participantes de la Copa FIFA Confederaciones 2009, que se llevó a cabo entre el 14 y el 28 de junio, en Sudáfrica. 

## Preparación
| Fecha               | Lugar          |        |                   | Resultado |                              |                   |
| ------------------- | -------------- | ------ | ----------------- | --------- | ---------------------------- | ----------------- |
| 6 de junio de 2009  | Pisa           | Italia | Bandera de Italia | 3:0 (1:0) | Bandera de Irlanda del Norte | Irlanda del Norte |
| 10 de junio de 2009 | Atteridgeville | Italia | Bandera de Italia | 4:3 (1:2) | Bandera de Nueva Zelanda     | Nueva Zelanda     |

## Jugadores
| #  | Nombre               | Posición      | Edad | Club                |
| -- | -------------------- | ------------- | ---- | ------------------- |
| 1  | Gianluigi Buffon     | Portero       | 31   | Juventus            |
| 2  | Davide Santon        | Defensor      | 18   | FC Inter de Milán   |
| 3  | Fabio Grosso         | Defensor      | 31   | Olympique de Lyon   |
| 4  | Giorgio Chiellini    | Defensor      | 25   | Juventus            |
| 5  | Fabio Cannavaro      | Defensor      | 36   | Juventus            |
| 6  | Nicola Legrottaglie  | Defensor      | 32   | Juventus            |
| 7  | Simone Pepe          | Mediocampista | 26   | Udinese Calcio      |
| 8  | Gennaro Gattuso      | Mediocampista | 31   | AC Milan            |
| 9  | Luca Toni            | Delantero     | 32   | FC Bayern de Múnich |
| 10 | Daniele De Rossi     | Mediocampista | 22   | AS Roma             |
| 11 | Alberto Gilardino    | Delantero     | 27   | AC Fiorentina       |
| 12 | Morgan De Sanctis    | Portero       | 32   | Galatasaray         |
| 13 | Alessandro Gamberini | Defensor      | 27   | AC Fiorentina       |
| 14 | Marco Amelia         | Portero       | 27   | Palermo             |
| 15 | Vincenzo Iaquinta    | Delantero     | 30   | Juventus            |
| 16 | Mauro Camoranesi     | Mediocampista | 33   | Juventus            |
| 17 | Giuseppe Rossi       | Delantero     | 22   | Villarreal C. F.    |
| 18 | Angelo Palombo       | Mediocampista | 27   | UC Sampdoria        |
| 19 | Gianluca Zambrotta   | Defensor      | 32   | AC Milan            |
| 20 | Riccardo Montolivo   | Mediocampista | 24   | AC Fiorentina       |
| 21 | Andrea Pirlo         | Mediocampista | 30   | AC Milan            |
| 22 | Andrea Dossena       | Defensor      | 27   | Liverpool FC        |
| 23 | Fabio Quagliarella   | Delantero     | 26   | SSC Napoli          |
| DT | Marcello Lippi       |               |      |                     |

## Participación

### Grupo B
| Equipo         | Pts | PJ | PG | PE | PP | GF | GC | Dif |
| -------------- | --- | -- | -- | -- | -- | -- | -- | --- |
| Brasil         | 9   | 3  | 3  | 0  | 0  | 10 | 3  | +7  |
| Estados Unidos | 3   | 3  | 1  | 0  | 2  | 4  | 6  | –2  |
| Italia         | 3   | 3  | 1  | 0  | 2  | 3  | 5  | –2  |
| Egipto         | 3   | 3  | 1  | 0  | 2  | 4  | 7  | –3  |

#### Estados Unidos - Italia
| 15 de junio de 2009 20:30 | Estados Unidos     | 1:3 (1:0) | Italia                             | Estadio Loftus Versfeld, Pretoria                      |                                                        |
|                           | Donovan 40' (pen.) | Reporte   | G. Rossi 58', 90+3' · De Rossi 71' | Asistencia: 34 341 espectadores Árbitro(s): Pablo Pozo | Asistencia: 34 341 espectadores Árbitro(s): Pablo Pozo |

| 1          | Guardameta     | Tim Howard         |     |
| 2          | Defensa        | Jonathan Bornstein | 86' |
| 5          | Defensa        | Oguchi Onyewu      |     |
| 15         | Defensa        | Jay DeMerit        |     |
| 21         | Defensa        | Jonathan Spector   |     |
| 12         | Centrocampista | Michael Bradley    |     |
| 13         | Centrocampista | Ricardo Clark      |     |
| 22         | Centrocampista | Benny Feilhaber    | 72' |
| 8          | Delantero      | Clint Dempsey      |     |
| 10         | Delantero      | Landon Donovan     |     |
| 17         | Delantero      | Jozy Altidore      | 66' |
| Entrenador | Entrenador     | Bob Bradley        |     |

| 1          | Guardameta     | Gianluigi Buffon    |     |
| 3          | Defensa        | Fabio Grosso        |     |
| 4          | Defensa        | Giorgio Chiellini   |     |
| 6          | Defensa        | Nicola Legrottaglie |     |
| 19         | Defensa        | Gianluca Zambrotta  |     |
| 8          | Centrocampista | Gennaro Gattuso     | 57' |
| 10         | Centrocampista | Daniele De Rossi    |     |
| 15         | Centrocampista | Vincenzo Iaquinta   |     |
| 16         | Centrocampista | Mauro Camoranesi    | 57' |
| 21         | Centrocampista | Andrea Pirlo        |     |
| 11         | Delantero      | Alberto Gilardino   | 69' |
| Entrenador | Entrenador     | Marcello Lippi      |     |

| 9  | Delantero      | Charlie Davies   | 66' |
| 7  | Centrocampista | DaMarcus Beasley | 72' |
| 16 | Centrocampista | Sacha Kljestan   | 86' |

| 17 | Delantero      | Giuseppe Rossi     | 57' |
| 20 | Centrocampista | Riccardo Montolivo | 57' |
| 9  | Delantero      | Luca Toni          | 69' |

| Amonestado | 20' | Jonathan Bornstein |

| Amonestado | 10' | Nicola Legrottaglie |
| Amonestado | 35' | Fabio Grosso        |

| Expulsado | 33' | Ricardo Clark |

| Anotado · Penal | 41' | Landon Donovan | 1-0 |

| Anotado | 58'   | Giuseppe Rossi   | 1-1 |
| Anotado | 72'   | Daniele De Rossi | 1-2 |
| Anotado | 90+4' | Giuseppe Rossi   | 1-3 |

| Árbitro             | Pablo Pozo        |
| Árbitros asistentes | Patricio Basualto |
| Árbitros asistentes | Francisco Mondria |
| Cuarto árbitro      | Eddy Maillet      |

| 1          | Guardameta     | Tim Howard         |     |
| 2          | Defensa        | Jonathan Bornstein | 86' |
| 5          | Defensa        | Oguchi Onyewu      |     |
| 15         | Defensa        | Jay DeMerit        |     |
| 21         | Defensa        | Jonathan Spector   |     |
| 12         | Centrocampista | Michael Bradley    |     |
| 13         | Centrocampista | Ricardo Clark      |     |
| 22         | Centrocampista | Benny Feilhaber    | 72' |
| 8          | Delantero      | Clint Dempsey      |     |
| 10         | Delantero      | Landon Donovan     |     |
| 17         | Delantero      | Jozy Altidore      | 66' |
| Entrenador | Entrenador     | Bob Bradley        |     |

| 1          | Guardameta     | Gianluigi Buffon    |     |
| 3          | Defensa        | Fabio Grosso        |     |
| 4          | Defensa        | Giorgio Chiellini   |     |
| 6          | Defensa        | Nicola Legrottaglie |     |
| 19         | Defensa        | Gianluca Zambrotta  |     |
| 8          | Centrocampista | Gennaro Gattuso     | 57' |
| 10         | Centrocampista | Daniele De Rossi    |     |
| 15         | Centrocampista | Vincenzo Iaquinta   |     |
| 16         | Centrocampista | Mauro Camoranesi    | 57' |
| 21         | Centrocampista | Andrea Pirlo        |     |
| 11         | Delantero      | Alberto Gilardino   | 69' |
| Entrenador | Entrenador     | Marcello Lippi      |     |

| 9  | Delantero      | Charlie Davies   | 66' |
| 7  | Centrocampista | DaMarcus Beasley | 72' |
| 16 | Centrocampista | Sacha Kljestan   | 86' |

| 17 | Delantero      | Giuseppe Rossi     | 57' |
| 20 | Centrocampista | Riccardo Montolivo | 57' |
| 9  | Delantero      | Luca Toni          | 69' |

| Amonestado | 20' | Jonathan Bornstein |

| Amonestado | 10' | Nicola Legrottaglie |
| Amonestado | 35' | Fabio Grosso        |

| Expulsado | 33' | Ricardo Clark |

| Anotado · Penal | 41' | Landon Donovan | 1-0 |

| Anotado | 58'   | Giuseppe Rossi   | 1-1 |
| Anotado | 72'   | Daniele De Rossi | 1-2 |
| Anotado | 90+4' | Giuseppe Rossi   | 1-3 |

| Árbitro             | Pablo Pozo        |
| Árbitros asistentes | Patricio Basualto |
| Árbitros asistentes | Francisco Mondria |
| Cuarto árbitro      | Eddy Maillet      |

| Estadísticas      | Bandera de Estados Unidos | Bandera de Italia |
| Tiros             | 10                        | 22                |
| Tiros a puerta    | 5                         | 12                |
| Faltas            | 19                        | 14                |
| Saques de esquina | 1                         | 9                 |
| Tiros libres      | 20                        | 17                |
| Penalties         | 1                         | 0                 |
| Fueras de juego   | 1                         | 3                 |
| Pases correctos   | 205                       | 370               |
| Pases incorrectos | 155                       | 153               |
| Posesión de balón | 42%                       | 58%               |

#### Egipto - Italia
| 18 de junio de 2009 20:30 | Egipto    | 1:0 (1:0) | Italia | Estadio Ellis Park, Johannesburgo                          |                                                            |
|                           | Homos 40' | Reporte   |        | Asistencia: 52 150 espectadores Árbitro(s): Martin Hansson | Asistencia: 52 150 espectadores Árbitro(s): Martin Hansson |

| 1          | Guardameta     | Essam El-Hadary   |     |
| 4          | Defensa        | Ahmed Said        |     |
| 6          | Defensa        | Hany Saïd         |     |
| 7          | Defensa        | Ahmed Fathy       | 80' |
| 14         | Defensa        | Sayed Moawad      | 69' |
| 20         | Defensa        | Wael Gomaa        |     |
| 8          | Centrocampista | Hosny Abd Rabo    |     |
| 11         | Centrocampista | Mohamed Shawky    |     |
| 12         | Centrocampista | Mohamed Homos     |     |
| 22         | Centrocampista | Mohamed Aboutrika |     |
| 9          | Delantero      | Mohamed Zidan     | 57' |
| Entrenador | Entrenador     | Hassan Shehata    |     |

| 1          | Guardameta     | Gianluigi Buffon   |     |
| 3          | Defensa        | Fabio Grosso       |     |
| 4          | Defensa        | Giorgio Chiellini  |     |
| 5          | Defensa        | Fabio Cannavaro    |     |
| 19         | Defensa        | Gianluca Zambrotta |     |
| 8          | Centrocampista | Gennaro Gattuso    | 58' |
| 10         | Centrocampista | Daniele De Rossi   |     |
| 17         | Centrocampista | Giuseppe Rossi     | 58' |
| 21         | Centrocampista | Andrea Pirlo       |     |
| 23         | Centrocampista | Fabio Quagliarella | 64' |
| 15         | Delantero      | Vincenzo Iaquinta  |     |
| Entrenador | Entrenador     | Marcello Lippi     |     |

| 10 | Centrocampista | Ahmed Eid Abdel Malek | 57' |
| 15 | Centrocampista | Ahmed Samir Farag     | 69' |
| 17 | Centrocampista | Ahmed Hassan          | 80' |

| 9  | Delantero      | Luca Toni          | 58' |
| 20 | Centrocampista | Riccardo Montolivo | 58' |
| 7  | Delantero      | Simone Pepe        | 64' |

| Amonestado | 58' | Ahmed Eid Abdel Malek |
| Amonestado | 93' | Essam El-Hadary       |
| Amonestado | 94' | Wael Gomaa            |

| Anotado | 39' | Mohamed Homos | 1-0 |

| Árbitro             | Martin Hansson  |
| Árbitros asistentes | Henrik Andrén   |
| Árbitros asistentes | Fredrik Nilsson |
| Cuarto árbitro      | Jorge Larrionda |

| 1          | Guardameta     | Essam El-Hadary   |     |
| 4          | Defensa        | Ahmed Said        |     |
| 6          | Defensa        | Hany Saïd         |     |
| 7          | Defensa        | Ahmed Fathy       | 80' |
| 14         | Defensa        | Sayed Moawad      | 69' |
| 20         | Defensa        | Wael Gomaa        |     |
| 8          | Centrocampista | Hosny Abd Rabo    |     |
| 11         | Centrocampista | Mohamed Shawky    |     |
| 12         | Centrocampista | Mohamed Homos     |     |
| 22         | Centrocampista | Mohamed Aboutrika |     |
| 9          | Delantero      | Mohamed Zidan     | 57' |
| Entrenador | Entrenador     | Hassan Shehata    |     |

| 1          | Guardameta     | Gianluigi Buffon   |     |
| 3          | Defensa        | Fabio Grosso       |     |
| 4          | Defensa        | Giorgio Chiellini  |     |
| 5          | Defensa        | Fabio Cannavaro    |     |
| 19         | Defensa        | Gianluca Zambrotta |     |
| 8          | Centrocampista | Gennaro Gattuso    | 58' |
| 10         | Centrocampista | Daniele De Rossi   |     |
| 17         | Centrocampista | Giuseppe Rossi     | 58' |
| 21         | Centrocampista | Andrea Pirlo       |     |
| 23         | Centrocampista | Fabio Quagliarella | 64' |
| 15         | Delantero      | Vincenzo Iaquinta  |     |
| Entrenador | Entrenador     | Marcello Lippi     |     |

| 10 | Centrocampista | Ahmed Eid Abdel Malek | 57' |
| 15 | Centrocampista | Ahmed Samir Farag     | 69' |
| 17 | Centrocampista | Ahmed Hassan          | 80' |

| 9  | Delantero      | Luca Toni          | 58' |
| 20 | Centrocampista | Riccardo Montolivo | 58' |
| 7  | Delantero      | Simone Pepe        | 64' |

| Amonestado | 58' | Ahmed Eid Abdel Malek |
| Amonestado | 93' | Essam El-Hadary       |
| Amonestado | 94' | Wael Gomaa            |

| Anotado | 39' | Mohamed Homos | 1-0 |

| Árbitro             | Martin Hansson  |
| Árbitros asistentes | Henrik Andrén   |
| Árbitros asistentes | Fredrik Nilsson |
| Cuarto árbitro      | Jorge Larrionda |

| Estadísticas      | Bandera de Egipto | Bandera de Italia |
| Tiros             | 5                 | 19                |
| Tiros a puerta    | 3                 | 7                 |
| Faltas            | 12                | 9                 |
| Saques de esquina | 3                 | 7                 |
| Tiros libres      | 14                | 11                |
| Penalties         | 0                 | 0                 |
| Fueras de juego   | 2                 | 2                 |
| Pases correctos   | 285               | 401               |
| Pases incorrectos | 133               | 119               |
| Posesión de balón | 45%               | 55%               |

#### Italia - Brasil
| 21 de junio de 2009 20:30 | Italia | 0:3 (0:3) | Brasil                                     | Estadio Loftus Versfeld, Pretoria                             |                                                               |
|                           |        | Reporte   | Luís Fabiano 37', 43' · Dossena 45' (a.g.) | Asistencia: 41 195 espectadores Árbitro(s): Armando Archundia | Asistencia: 41 195 espectadores Árbitro(s): Armando Archundia |

| 1          | Guardameta     | Gianluigi Buffon   |     |
| 4          | Defensa        | Giorgio Chiellini  |     |
| 5          | Defensa        | Fabio Cannavaro    |     |
| 19         | Defensa        | Gianluca Zambrotta |     |
| 22         | Defensa        | Andrea Dossena     |     |
| 10         | Centrocampista | Daniele De Rossi   |     |
| 15         | Centrocampista | Vincenzo Iaquinta  | 38' |
| 16         | Centrocampista | Mauro Camoranesi   |     |
| 20         | Centrocampista | Riccardo Montolivo | 46' |
| 21         | Centrocampista | Andrea Pirlo       |     |
| 9          | Delantero      | Luca Toni          | 57' |
| Entrenador | Entrenador     | Marcello Lippi     |     |

| 1          | Guardameta     | Júlio César  |     |
| 2          | Defensa        | Maicon       |     |
| 3          | Defensa        | Lúcio        |     |
| 4          | Defensa        | Juan         | 24' |
| 16         | Defensa        | André Santos |     |
| 5          | Centrocampista | Felipe Melo  |     |
| 8          | Centrocampista | Gilberto     | 84' |
| 10         | Centrocampista | Kaká         |     |
| 18         | Centrocampista | Ramires      | 86' |
| 11         | Delantero      | Robinho      |     |
| 9          | Delantero      | Luís Fabiano |     |
| Entrenador | Entrenador     | Dunga        |     |

| 17 | Delantero | Giuseppe Rossi    | 38' |
| 7  | Delantero | Simone Pepe       | 46' |
| 11 | Delantero | Alberto Gilardino | 57' |

| 14 | Defensa        | Luisão    | 24' |
| 20 | Centrocampista | Kléberson | 84' |
| 17 | Centrocampista | Josué     | 86' |

| Amonestado | 49' | Giorgio Chiellini |
| Amonestado | 81' | Andrea Dossena    |

| Anotado | 37' | Luís Fabiano   | 0-1 |
| Anotado | 43' | Luís Fabiano   | 0-2 |
|         | 45' | Andrea Dossena | 0-3 |

| Árbitro             | Benito Archundia  |
| Árbitros asistentes | Marvin Torrentera |
| Árbitros asistentes | Héctor Vergara    |
| Cuarto árbitro      | Coffi Codjia      |

| 1          | Guardameta     | Gianluigi Buffon   |     |
| 4          | Defensa        | Giorgio Chiellini  |     |
| 5          | Defensa        | Fabio Cannavaro    |     |
| 19         | Defensa        | Gianluca Zambrotta |     |
| 22         | Defensa        | Andrea Dossena     |     |
| 10         | Centrocampista | Daniele De Rossi   |     |
| 15         | Centrocampista | Vincenzo Iaquinta  | 38' |
| 16         | Centrocampista | Mauro Camoranesi   |     |
| 20         | Centrocampista | Riccardo Montolivo | 46' |
| 21         | Centrocampista | Andrea Pirlo       |     |
| 9          | Delantero      | Luca Toni          | 57' |
| Entrenador | Entrenador     | Marcello Lippi     |     |

| 1          | Guardameta     | Júlio César  |     |
| 2          | Defensa        | Maicon       |     |
| 3          | Defensa        | Lúcio        |     |
| 4          | Defensa        | Juan         | 24' |
| 16         | Defensa        | André Santos |     |
| 5          | Centrocampista | Felipe Melo  |     |
| 8          | Centrocampista | Gilberto     | 84' |
| 10         | Centrocampista | Kaká         |     |
| 18         | Centrocampista | Ramires      | 86' |
| 11         | Delantero      | Robinho      |     |
| 9          | Delantero      | Luís Fabiano |     |
| Entrenador | Entrenador     | Dunga        |     |

| 17 | Delantero | Giuseppe Rossi    | 38' |
| 7  | Delantero | Simone Pepe       | 46' |
| 11 | Delantero | Alberto Gilardino | 57' |

| 14 | Defensa        | Luisão    | 24' |
| 20 | Centrocampista | Kléberson | 84' |
| 17 | Centrocampista | Josué     | 86' |

| Amonestado | 49' | Giorgio Chiellini |
| Amonestado | 81' | Andrea Dossena    |

| Anotado | 37' | Luís Fabiano   | 0-1 |
| Anotado | 43' | Luís Fabiano   | 0-2 |
|         | 45' | Andrea Dossena | 0-3 |

| Árbitro             | Benito Archundia  |
| Árbitros asistentes | Marvin Torrentera |
| Árbitros asistentes | Héctor Vergara    |
| Cuarto árbitro      | Coffi Codjia      |

| Estadísticas      | Bandera de Italia | Bandera de Brasil |
| Tiros             | 18                | 20                |
| Tiros a puerta    | 6                 | 6                 |
| Faltas            | 13                | 12                |
| Saques de esquina | 7                 | 6                 |
| Tiros libres      | 14                | 17                |
| Penalties         | 0                 | 0                 |
| Fueras de juego   | 1                 | 5                 |
| Pases correctos   | 310               | 407               |
| Pases incorrectos | 103               | 104               |
| Posesión de balón | 45%               | 55%               |

## Estadísticas
| Equipo | Equipo         | Gr. | Pts. | PJ | PG | PE | PP | GF | GC | Dif | Rend.  |
| ------ | -------------- | --- | ---- | -- | -- | -- | -- | -- | -- | --- | ------ |
| 1      | Brasil         | B   | 15   | 5  | 5  | 0  | 0  | 14 | 9  | 5   | 100%   |
| 2      | Estados Unidos | B   | 5    | 5  | 2  | 0  | 1  | 8  | 9  | -1  | 33.33% |
| 3      | España         | A   | 12   | 5  | 4  | 0  | 1  | 11 | 4  | 7   | 80%    |
| 4      | Sudáfrica      | A   | 4    | 5  | 1  | 1  | 3  | 4  | 6  | -2  | 26.67% |
| 5      | Italia         | B   | 3    | 3  | 1  | 0  | 2  | 3  | 6  | -3  | 33.33% |
| 6      | Egipto         | B   | 3    | 3  | 1  | 0  | 2  | 4  | 7  | -3  | 33.33% |
| 7      | Irak           | A   | 2    | 3  | 0  | 2  | 1  | 0  | 1  | -1  | 22.22% |
| 8      | Nueva Zelanda  | A   | 1    | 3  | 0  | 1  | 2  | 0  | 7  | -7  | 11.11% |

### Goleadores
| Jugador          | Goles | As. | PJ | Minuto |
| ---------------- | ----- | --- | -- | ------ |
| Giuseppe Rossi   | 2     | 0   | 3  | 141'   |
| Daniele De Rossi | 1     | 0   | 3  | 390'   |